# Gelasiano
Nella scala dei tempi geologici, il Gelasiano è il primo dei quattro piani in cui è suddiviso il Pleistocene, la prima delle due epoche del Quaternario. 
È compreso tra 2,58 e 1,80 milioni di anni fa (Ma).
È preceduto dal Piacenziano, l'ultimo piano del precedente Pliocene e seguito dal Calabriano.
La deposizione delle formazioni del Red Crag, del Norwich Crag e del Weybourn Crag, tutte nella regione dell'Anglia orientale in Inghilterra, avvenne in questo lasso di tempo. In Olanda e nell'Europa settentrionale ci si riferisce spesso a questo periodo indicandolo come piani Pretigliano e Tigliano.
A circa 2,5 milioni di anni fa sono datati i fossili degli ominidi Homo habilis in Africa orientale e meridionale, e i più antichi strumenti di pietra, scoperti a Hadar in Etiopia.
Nella storia dell'evoluzione umana tale datazione corrisponde convenzionalmente con l'inizio del Paleolitico inferiore.

## Etimologia
Il piano Gelasiano deriva il suo nome dalla città italiana di Gela, nel Libero consorzio comunale di Caltanissetta.
La denominazione e il piano furono proposti nel 1998 da un gruppo di geologi italiani, che lo considerarono come l'ultimo piano del Pliocene. Il 29 giugno 2009 il Gelasiano fu ratificato dalla IUGS e spostato al Pleistocene in modo da correlarsi meglio con gli importanti cambiamenti che avvennero attorno a 2,58 Ma nel clima terrestre, negli oceani e nello sviluppo delle forme viventi.

## Definizioni stratigrafiche e GSSP
La base del Gelasiano, che coincide con il limite inferiore per l'epoca del Pleistocene e per il periodo Quaternario, può essere definita magnetostratigraficamente al passaggio tra la cronozona di inversione della polarità magnetica Gilbert (C2Ar) e la Matuyama (C2r), al di sopra della sub-cronozona Olduvai (C1r); corrisponde al livello 103 dello stadio dell'isotopo marino.
Al di sopra di questo livello (stadio isotopico 99 e 80 000 anni più tardi) si ha la scomparsa del nanoplancton delle specie Discoaster pentaradiatus e Discoaster surculus.

### GSSP
Il GSSP, il profilo stratigrafico di riferimento della Commissione internazionale di stratigrafia, è fissato in una sezione a 62 metri alla base dello strato marnoso che si sovrappone alla sapropelite MPRS 250, (Mediterranean Precession Related Sapropels) sui calanchi meridionali del Monte San Nicola, a circa 10 km a N-NW di Gela, in Sicilia.